# Срака, Раша
Ра́ша Сра́ка Вукович (словен. Raša Sraka Vuković, род. 10 октября 1979, Любляна, Словения) — словенская дзюдоистка, чемпионка Европы 2003 года, неоднократный призёр чемпионатов мира и Европы по дзюдо. Получила свою вирусную известность в России и на постсоветском пространстве в августе 2019 года после того, как сатирическое издание ИА «Панорама» сообщило о том, что она была назначена новым чрезвычайным и полномочным послом Словении в России. Новость оказалась выдумкой, а её имя стало интернет-мемом.
Выступала в весовой категории до 70 кг. Рост — 174 см. Выступала в 1999—2012 годах за клуб вооружённых сил Словении.
В дзюдо попала случайно, желая заниматься боевыми искусствами. Начала заниматься им в 5-м классе школы.
Победитель Средиземноморских игр 2001 года. Принимала участие в летних Олимпийских играх 2004 года. Участвовала в летних Олимпийских играх 2012 года, в четвертьфинале уступила кореянке Хван Е-Сеул.

## Спортивная карьера
Дзюдо она начинала заниматься в родном городе Любляне в спортивном клубе «Бежиград» (словен. JK Bežigrad) в возрасте 11 лет. Тренерами спортсменки в разные годы были Мирко Шиндич, Януш Павловский, Грегор Брод, Митя Железникар.
С 1992 г. принимала участие в соревнованиях на национальном уровне. Чемпионка Словении в 1995—1998, 2000—2002, 2006, 2010 и 2011 гг.
Успехи Сраки на международной арене начались с серебряной медали Чемпионата Европы среди юниоров (1997), годом позже она завоевала бронзовые медали на юниорских чемпионатах Европы и мира, в 1999 г. стала серебряной медалисткой Всемирных военных игр. Чемпионка XIV Средиземноморских игр (2001).
В 2002 году завоевала бронзовую медаль на взрослом чемпионате Европы, проходившем на её родине в Словении, в 2003 году стала чемпионкой Европы, в 2004 году вновь заняла третье место. В 2005 г. стала бронзовым призёром первенства мира и вице-чемпионкой XV Средиземноморских игр. Менее удачными были выступления Сраки на Олимпийских играх: в Афинах она проиграла в первом же раунде, а на Олимпиаду 2008 года не смогла квалифицироваться из-за полученной в конце предыдущего года травмы.
В дальнейшем, после полноценного восстановления, спортивная карьера Сраки вновь была успешной, ознаменовавшись серебром XIV Средиземноморских игр (2009) и чемпионата Европы 2010 г., бронзовыми медалями чемпионата мира 2010 г. и чемпионата Европы 2012 г. На Олимпийских играх в Лондоне в 2012 году она заняла 7 место.